# Endothenia kostyuki
Endothenia kostyuki es una especie de polilla del género Endothenia, categorizada en la tribu Olethreutini, de la subfamilia Olethreutinae.

## Distribución
Se distribuye por Rusia.

## Taxonomía
Fue descrita por Kuznetzov en 1994 y publicada en (Endothenia), Trud. Zool. Inst. Leningrad 248 (1992): 35.